# Clatworthy
Clatworthy – wieś w Anglii, w hrabstwie Somerset, w dystrykcie (unitary authority) Somerset. Leży 69 km na południowy zachód od miasta Bristol i 230 km na zachód od Londynu. W 2001 miejscowość liczyła 101 mieszkańców.